# Nordische Fußballmeisterschaft der Männer 1981–83
Die Nordische Fußballmeisterschaft 1981–83 für Männer-Nationalmannschaften fand zwischen dem 14. Mai 1981 und dem 7. September 1983 statt. Den Wettbewerb, welcher zum 13. Mal ausgetragen wurde, konnte Titelverteidiger Dänemark zum dritten Mal gewinnen.
Angesichts der wachsenden Anzahl an Qualifikationsspielen für Welt- sowie Europameisterschaften wurde es immer schwerer, die Termine zwischen den einzelnen Mannschaften zu koordinieren. Deswegen wurden die regelmäßigen Austragungen 1983 eingestellt sowie das letzte Spiel, welches keinen Einfluss mehr auf den Sieger des Wettbewerbs hatte, abgesagt. Im Jahr 2000 kam es zu einer einmaligen Neuauflage.

## Modus
Die vier teilnehmenden Mannschaften spielten nach dem Modus „jeder gegen jeden“ den Turniersieger aus, wobei jedes Team jeweils zweimal gegen jedes andere spielte. Die Mannschaft, die nach Abschluss aller Spiele die meisten Punkte beziehungsweise bei Punktgleichheit das bessere Torverhältnis aufwies, wurde Turniersieger.

## Tabelle und Spielergebnisse
| Pl. | Land     | Sp. | S | U | N | Tore    | Diff. | Punkte |
| --- | -------- | --- | - | - | - | ------- | ----- | ------ |
| 1.  | Dänemark | 6   | 4 | 1 | 1 | 011:800 | +3    | 09:30  |
| 2.  | Schweden | 5   | 2 | 1 | 2 | 006:400 | +2    | 05:50  |
| 3.  | Norwegen | 5   | 2 | 1 | 2 | 006:700 | −1    | 05:50  |
| 4.  | Finnland | 6   | 1 | 1 | 4 | 007:110 | −4    | 03:90  |

| 14. Mai 1981       |         |          |                              |
| Schweden           | 1:2     | Dänemark | Malmö Stadion, Malmö         |
| 2. Juli 1981       |         |          |                              |
| Finnland           | 3:1     | Norwegen | Olympiastadion, Helsinki     |
| 29. Juli 1981      |         |          |                              |
| Schweden           | 1:0     | Finnland | Örjans vall, Halmstad        |
| 12. August 1981    |         |          |                              |
| Finnland           | 1:2     | Dänemark | Tammela Stadion, Tampere     |
| 23. September 1981 |         |          |                              |
| Dänemark           | 2:1     | Norwegen | Idrætsparken, Kopenhagen     |
| 28. April 1982     |         |          |                              |
| Norwegen           | 1:1     | Finnland | Stavanger Stadion, Stavanger |
| 5. Mai 1982        |         |          |                              |
| Dänemark           | 1:1     | Schweden | Idrætsparken, Kopenhagen     |
| 15. Juni 1982      |         |          |                              |
| Norwegen           | 2:1     | Dänemark | Ullevaal-Stadion, Oslo       |
| 11. August 1982    |         |          |                              |
| Dänemark           | 3:2     | Finnland | Idrætsparken, Kopenhagen     |
| Norwegen           | 1:0     | Schweden | Ullevaal-Stadion, Oslo       |
| 7. September 1983  |         |          |                              |
| Finnland           | 0:3     | Schweden | Olympiastadion, Helsinki     |
| 1983               |         |          |                              |
| Schweden           | 1 -:- 1 | Norwegen |                              |

## Torschützenliste
Bei gleicher Anzahl von Treffern sind die Spieler nach dem Nachnamen alphabetisch geordnet.
| Platz | Spieler              | Tore |
| ----- | -------------------- | ---- |
| 1     | Frank Arnesen        | 02   |
| 1     | Lars Bastrup         | 02   |
| 1     | Ulf Eriksson         | 02   |
| 1     | Preben Elkjær Larsen | 02   |
| 1     | Tom Lund             | 02   |
| 1     | Hannu Turunen        | 02   |
| 1     | Ari Valvee           | 02   |